# Истории знаков отличия
«Истории знаков отличия» (англ. The Cutie Mark Chronicles) — двадцать третий эпизод первого сезона мультсериала «Дружба — это чудо». Эпизод был написан М.А. Ларсоном и снят руководящим режиссёром Джейсоном Тиссеном и был выпущен 15 апреля 2011 года в США и 1 февраля 2012 года в России. В этом эпизоде «Искатели знаков отличия», три кобылки, желающие получить свои знаки отличия, узнают от старших кобыл, как они получили свои собственные знаки отличия; в процессе старшие кобылы понимают, что у них общая судьба. Эпизод получил высокую оценку как имеющий сложный сюжет для детской программы, который подчёркивает основные ценности мультсериала в целом.

## Сюжет

### Пролог
Эпизод начинается с того, что Эппл Блум, Скуталу и Крошка Белль пытаются спуститься по канату в лесу. Поскольку натяжение верёвки слишком низкое, она теряет импульс и скручивается в центре, а трение между карабинами и верёвкой вызывает возгорание верёвки. Они падают и покрываются липкими сосновыми иголками и ветками деревьев, но не получают знаки отличия. Пока они убираются, они соглашаются провести остаток дня, исследуя, как другие пони получают свои знаки отличия, что является более безопасной альтернативой приключениям. Скуталу хочет узнать историю Радуги Дэш, потому что Дэш «быстрая, храбрая и ничего не боится» и даёт пять своим друзьям, но в итоге они остаются вместе, потому что Скуталу не помыла копыта из-за разговоров о Радуге Дэш.

### Эпплджек: Город
Эппл Блум и Крошка Белль едут в тележке, прикреплённой к самокату Скуталу, чтобы вернуться в Понивилль. Внезапно дорогу переходят три кролика с яблоками, и Скуталу вынуждена остановиться. Оказывается, Эпплджек хотела поймать этих вороватых «маленьких хулиганов», как вдруг она появляется из куста и в итоге врезается в самокат. Эппл Блум спрашивает свою старшую сестру, как она получила знак отличия, и, к разочарованию Скуталу, неохотно соглашается выслушать эту историю.
Эпплджек говорит, что когда она была кобылкой, она уехала из Яблочной Аллеи в столичный город Мэйнхэттен, чтобы жить гламурной жизнью. Её тётя и дядя Орандж приветствуют её и говорят, что она скоро станет «столичной пони». Пони высказывает Эпплджек своё мнение о Мэйнхеттене. Эпплджек улыбается и говорит:

О, превосходно! [...] Хотя, признаться честно, я долго привыкала к городскому шуму. Откуда я родом, ночи невероятно тихие, не слышно ни звука, и лишь петухи будят всех по утрам.— маленькая Эпплджек
Высококлассные пони понятия не имеют, что такое петух. Ужин подан, что позволяет избежать смущения Эпплджек, но за ужином на тарелке остаётся лишь несколько обескураживающих кусочков.
Наблюдая за восходом солнца на следующее утро, она упоминает, как сильно скучает по своей семье и яблоневым садам. В этот момент она слышит громкий взрыв и видит красивую радужную полосу в небе, направляющуюся прямо к её дому. Она понимает, что её место действительно в своём доме на ферме. Эпплджек с радостью возвращается на ферму, приветствуя бабушку и брата, и там у неё появляется знак отличия: три красных яблока. Затем Эпплджек убегает, чтобы продолжить погоню за кроликами, а Скуталу и другие пони отправляются на поиски Радуги Дэш.

### Флаттершай: Поля
Искатели чуть не сталкиваются с Флаттершай, которая ведёт по тропинке утят. Она говорит им, что они должны быть более осторожными, и спрашивает, почему они так торопятся. Когда они говорят ей, что собираются узнать историю знака отличия Радуги Дэш, Флаттершай говорит, что она получила свой знак отличия из-за Радуги. Флаттершай вспоминает, что когда она была маленькой, она была очень застенчивой и самой слабой пегаской в летнем лётном лагере. Не сумев пролететь через несколько облачных колец, два самца пегаса начинают насмехаться над ней. Флаттершай называет это «самым унизительным моментом в своей жизни». Внезапно Радуга Дэш приземляется посреди Флаттершай и пегасов, говоря им не трогать её. Пегасы и Дэш соглашаются на гонку, чтобы определить, кто «самый лучший». Флаттершай, стоя на облаке, машет флагом, чтобы начать гонку. Все трое взлетают, но Флаттершай выбивается из облака и начинает падать. Не в силах летать, она продолжает падать, пока не приземляется на плотный рой бабочек, которые мягко несут её на землю. Она никогда раньше не была близко к земле, поэтому никогда раньше не видела бабочек, но находит их. Она начинает петь «Дышит всё чудесами» (англ. So Many Wonders), чтобы выразить своё восхищение маленькими существами и местами этого нового мира. В конце песни в небе раздаётся громкий взрыв, сопровождаемый расширением огромного радужного кольца. Взрыв пугает животных, и они прячутся. Флаттершай мягко успокаивает дрожащих животных, открывая в себе врождённую способность общаться с животными на «другом уровне». Оттуда она получает свой знак отличия: трёх розовых бабочек.
Скуталу хочет найти Дэш, так как Флаттершай не была свидетельницей остальной части гонки. Крошка Белль предполагает, что, возможно, Рарити знает. Каким-то образом они оказываются ассистентами Рарити. Услышав об их непрекращающихся поисках своих знаков отличия, она вспоминает, когда получила свой.

### Рарити: Драгоценные камни
Рарити говорит, что когда она была кобылкой, она была гардеробщицей в школьном спектакле. За день до выступления её учительница назвала их «очень милыми», но они недостаточно хороши для Рэрити; они должны были быть великолепными. В своей мастерской Рарити пробует все известные ей способы, но гардероб просто не сработал. Она задаётся вопросом, не растворяется ли её мечта стать модельером прямо у неё на глазах. Его рог начинает светиться, и он тащит её в безлюдную каменистую местность, останавливаясь перед большим камнем. Она возмущена тем, что камень может иметь отношение к её судьбе, и кричит на свой рог. Её прерывает взрывающееся радужное кольцо, такое же, как у Эпплджек и Флаттершай. Ударные волны раскололи камень, обнажив полость, заполненную разноцветными драгоценными камнями. В ночь спектакля выступающие одеты в ослепительные наряды с драгоценными камнями. Воодушевлённая Рарити, не говоря уже о её новообретённой способности выслеживать спрятанные драгоценности, получает свой знак отличия: три голубых алмаза.
Скуталу выталкивает своих друзей из бутика, устав от такого количества «сентиментальных» историй, как у Рарити. Она надеется найти Дэш и услышать более захватывающую историю. Они встречаются с Искоркой, но в итоге слушают её.

### Сумеречная Искорка: Экзамен
Несмотря на то, что она была ещё кобылкой, у Искорки уже был дар к магии. Увидев, как принцесса Селестия поднимает солнце своей магией на Празднике Летнего Солнца. Искорка была вдохновлена обширным изучением магии. Она сидела в своей комнате со стопкой книг, впервые совершающей магию, когда она может волшебным образом переворачивать страницы своей книги. Её родители записали её в школу Селестии для одарённых единорогов, где она должна была сдать вступительный экзамен. Экзамен состоял в том, чтобы вылупить яйцо дракона с помощью магии. Под присмотром судей она слишком напряжена, чтобы успешно произнести заклинание. Как только он сдаётся и извиняется за потраченное впустую время судей, он слышит оглушительный грохот снаружи. Необъяснимым образом её магия активируется, и она направляет свой волшебный луч на яйцо. Яйцо вылупляется и показывает Спайка младенцем. Однако Искорка сразу же теряет контроль, в результате чего её глаза становятся белыми. Магия и молнии заполняют всю комнату, поднимая судей в воздух, превращая родителей Искорки в растения и делая Спайка гигантом. Снаружи принцесса Селестия видит, как голова Спайка пробивает крышу башни. Она кладёт своё копыто на Искорку, и Искорка забирает свою магию и горячо извиняется. Селестия говорит, что никогда не видела кобылку с таким мастерством. Она предлагает взять Искорку в качестве своей ученицы, чтобы научить её управлять своей магией. Родители Искорки с энтузиазмом поощряют её принять предложение, и Искорка в восторге. Селестия замечает, что на стороне Искорки только что появился знак отличия: фиолетовая звезда с пятью маленькими белыми звёздами вокруг неё. Искатели покидают счастливую и прыгающую Искорку, и продолжают свой путь, чтобы найти Дэш.

### Пинки Пай: Вечеринка
Пинки Пай неожиданно появляется в их тележке в шлеме. Она предлагает рассказать им, как она получила свой знак отличия, если они присоединятся к ней в Сахарном дворце, на что Скуталу неохотно соглашается выслушать.
В воспоминаниях Пинки появляется как кобылка, и они живут на каменной ферме с её семьёй за пределами Понивилля. По её словам, поговорить было не с кем, никто не улыбался, одни камни. Однажды, после того как её семья зашла в свой сарай без неё, она слышит взрыв в небе и видит радужное кольцо. Порыв ветра распушил её прямую гриву и хвост. Радуга изгибается по небу и придаёт окружающему серому миру цвета, и она чувствует «радость, которую никогда раньше не испытывала». Она настолько поражена, что «не могла убрать улыбку с лица» и она была намерена распространить это счастье. На следующий день, когда её семья отправляется переносить камни с южного поля, они слышат приглушенную музыку из сарая, и Пинки Пай приглашает их внутрь. Её мать называет её полным именем: «Пинкамена Дайана Пай». Внутри праздничные украшения, воздушные шары, ленточки, музыка и торт. Сначала семья кажется совершенно ошеломлённой и удивлённой этой «вечеринкой». Их невыразительные лица начинают меняться, когда их рты шевелятся... и, наконец, превращаются в широкие улыбки. Пинки восклицает: «Я так счастлива!» Во время танца со своей семьёй появляется её знак отличия: два синих воздушных шара и один жёлтый.
Вернувшись в настоящее, Искатели знаков отличия и Пинки прибывают в Сахарный дворец. Пинки заканчивает свой рассказ словами: «Вот как была создана Эквестрия!» и говорит, что расскажет им свою историю о том, как она получила свой знак отличия. Крошка Белль уверяет Скуталу, что «в этом вся Пинки Пай». Искатели знаков отличия наконец-то находят Радугу Дэш, которая находится со своими друзьями. Услышав об интересе кобылок к их знаку отличия, Дэш рассказывает им свою историю.

### Радуга Дэш: Гонка
На том месте, где Флаттершай закончила свою историю, Дэш и два пегаса начали свою гонку. Им предстояло пролететь сквозь кольца облаков к финишу. Радуга Дэш уже лидировала, и тут один из пегасов врезается в облачный столб. Дэш была сбита другим пегасом, и её сбило с курса, но она догнала его и снова взяла на себя инициативу. Она рассказывает Искателям знаков отличия о том, как она ощутила любовь к скорости и острые ощущения от такой скорости. Её желание победить помогло ей победить пегасов и, прежде всего, выполнить последний трюк, о котором рассказывали только в легендах, Звуковую радугу. Она выиграла гонку и получила свой знак отличия: облако с радужной молнией.

### Большое совпадение
Как только история заканчивается, друзья Дэш вдруг вспоминают, что слышали или видели тот самый взрыв из своих историй. Со временем приходит прозрение: гонка Дэш помогла им осознать их призвание, а Радуга помогла пятерым пони приобрести знаки отличия. Они считают, что им суждено быть друзьями ещё до знакомства. Они собираются для группового объятия, в то время как Эппл Блум и Крошка Белль притягивают сопротивляющуюся Скуталу в групповое объятие между тремя кобылками. Когда Флаттершай предлагает спеть ещё одну песню, Скуталу кричит в отчаянии.
В конце дня Спайк пишет об уроке дружбы Искорки о том, как может быть связь между другими пони, даже до того, как они встретятся, в то время как Спайк саркастически комментирует сентиментальность письма Искорки. Она просто отвечает: «Не отвлекайся, Спайк».

## Опрос Hubworld
Перед тем, как эпизод вышел, он был представлен посетителям Hubworld.com в виде трейлера и они получили возможность проголосовать о том, как, по их мнению, Радуга Дэш получила отличительный знак. Результаты никак не повлияли на эпизод; голосовавшие просто догадались о верном варианте. Всего их было три.
- Звуковая радуга - Радуга Дэш бросает вызов задирам Флаттершай о гонке. Ей это нравится так сильно, что она почти забывает о победе. Пытаясь догнать соперников, она почти преодолевает звуковой барьер и впервые выполняет звуковой удар.
- Рождённая летать - Радуга Дэш тренируется, чтобы произвести впечатление на Блу Тандерса её трюками с полетом. Она попадает в команду, но обнаруживает, что её истинного таланта вполне достаточно.
- Молниевая Дэш - Радуга Дэш пересказывает легенду об Артуре, который достал Молнию из Камня. Никто не верит ей, пока не замечают, что её знак отличия освещает молния. (Эта история неверна, потому что другой пегас имеет такой же знак отличия с очередной молнией.)

## Дизайн воспоминаний персонажей
Многие из персонажей в кадрах воспоминаний имеют одинаковый дизайн и цветовую схему с «современными» персонажами шоу, а некоторые случайные молодые пони имеют такую же конструкцию, что и молодые версии главных героев. Одна из кобылок, которой Рарити придумывает костюм для шоу, видимо, молодая Чирайли. Двое из кобылок в нарядах молодой Рарити имеют один и тот же дизайн молодой Эпплджек и молодой Пинки с разными цветами.
Мать Сумеречной Искорки Твайлайт Велвет имеет часть дизайна «современной» Искорки и цветовую схему оригинальной Искорки из первого поколения My Little Pony.
У доски на стене позади Искорки одна и та же диаграмма и уравнения, что и на доске в эпизоде Отличительные знаки.
Яйцо Спайка не фиолетовое и зелёное, как сказано в Магия дружбы. Часть 1 Спайком. Яйцо состоит из двух разных цветов фиолетового вместо этого.
Флаттершай в её воспоминаниях заметно выше и более неуклюжая, чем другие главные персонажи, и её крылья складываются, как у взрослых пегасов и не так, как у кобылок вроде Скуталу или молодой Радуги Дэш. Это согласуется с её словами в Заносчивый грифон о том, что она на год старше Пинки Пай. Разработчица шоу, Лорен Фауст предположила, что Флаттершай, возможно, прошла через «неприятные этапы»
Лорен Фауст предполагает, что присутствие Селестии было большим, чем показано в серии. Она говорит, что в событиях воспоминаний Селестия почувствовала, что Искорка связана с Элементами Гармонии и устроила испытание с вылуплением дракона специально для неё. Селестия затем повышает Спайка и обучает его, и делает помощником Искорки.

## Приём
Эмили ВанДерВерфф, пишущая о мультсериале в целом для The A.V. Club, похвалила этот эпизод как эпизод, который «может похвастаться удивительно сложной историей (для детского телевидения), в которой все воспоминания связаны друг с другом и усиливают ощущение судьбы». Шерилин Коннелли из SF Weekly назвала этот эпизод «одной из самых сложных, тщательно сконструированных историй первого сезона, в которых мы работаем с тем, что мы знаем о персонажах, и расширяем их предысторию, продолжая строить мир шоу». Коннелли продолжила, что это был «уверенный эпизод, который стал бы отличным финалом сезона».

## Выпуск для домашних медиа
Эпизод является частью набора DVD первого сезона, выпущенного Shout Factory 4 декабря 2012 года. Он также является частью серии «Adventures of the Cutie Mark Crusaders» (с англ. — «Приключения Искателей знаков отличия») на DVD, который был выпущен 24 февраля 2015 года.